# Len Armitage
Leonard "Len" Armitage , född 20 oktober 1899 i  Sheffield i England, död 1972 i Wortley, Yorkshire, var en engelsk professionell fotbollsspelare mellan 1921 och 1934. I början av karriären var han en anfallsspelare men etablerade sig som försvarsspelare mot slutet av karriären. Han spelade bland annat för klubbar som Sheffield Forge & Rolling Mills, Walkley Amateurs, Wadsley Bridge, Sheffield Wednesday, Leeds United, Wigan Borough, Stoke City, Rhyl Athletic och Port Vale där han avslutade sin fotbollskarriär.Han var också den första spelaren som gjorde mål för klubben Leeds United. 